# Sail Bremerhaven

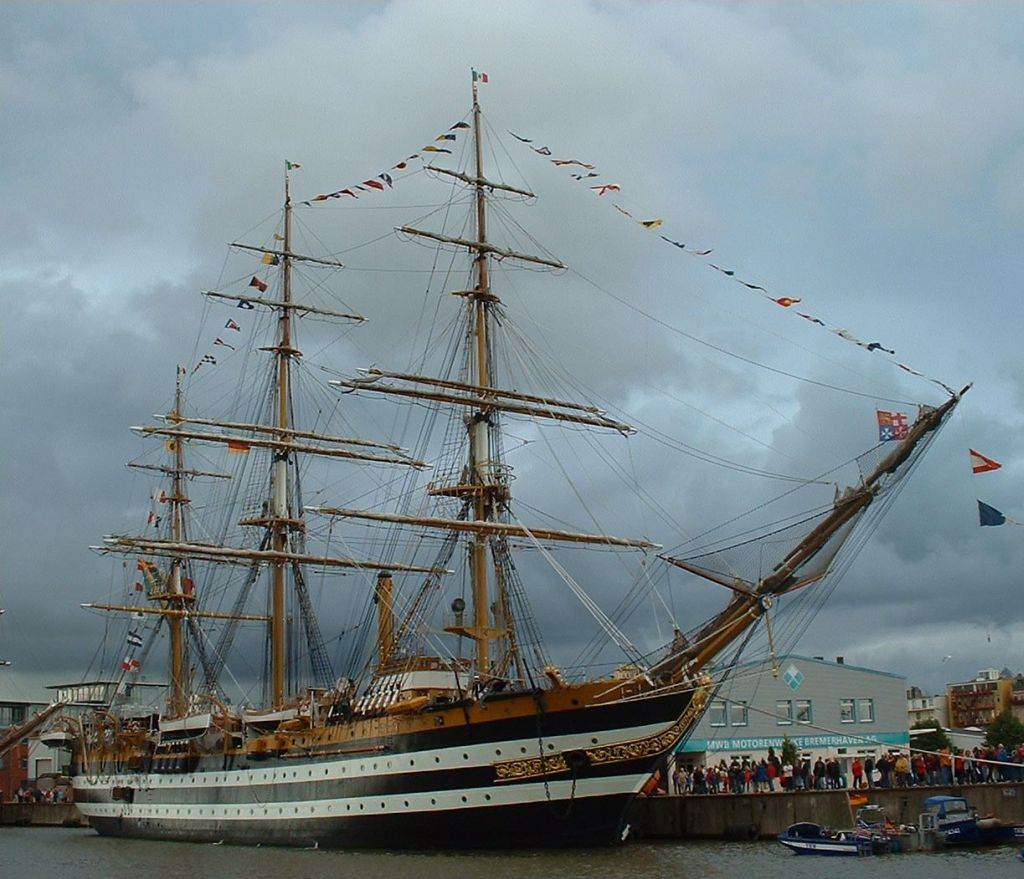
De Amerigo Vespucci in Bremerhaven

Sail Bremerhaven is een grote maritieme manifestatie in de Duitse stad Bremerhaven, die voor het eerst in 1986 en daarna ook in 1990, 1992 en 1995 werd gehouden. Sinds 1995 wordt het evenement elke vijf jaar georganiseerd.
In 2005 vond dit evenement van 10 tot en met 14 augustus plaats. In 2010 werd het evenement van 25 tot en met 29 augustus gehouden. In 2025 werd het evenement gehouden van 13 tot 17 augustus.
Er zijn in totaal meer dan 200 windjammers en bijna 100 andere schepen uit 26 verschillende landen bij betrokken. Onder deze 300 schepen bevinden zich zes stoomboten. Al deze schepen achter elkaar zouden 6,5 km kade in beslag nemen. 
Voor Nederland voeren onder andere de zeilschepen Eendracht, Stad Amsterdam en Zuiderzee mee.
Een vergelijkbaar evenement in Nederland is Sail Amsterdam. Sail Bremerhaven wordt in dezelfde jaren gehouden als Sail Amsterdam, meestal in de week ervoor of de week erna. 